# Øivind Nerhagen
Øivind Nerhagen (Trysil, 21 de abril de 1958) es un deportista noruego que compitió en biatlón. Ganó una medalla de bronce en el Campeonato Mundial de Biatlón de 1983, en la prueba de relevos.

## Palmarés internacional
| Campeonato Mundial | Campeonato Mundial | Campeonato Mundial | Campeonato Mundial |
| Año                | Lugar              | Medalla            | Prueba             |
| ------------------ | ------------------ | ------------------ | ------------------ |
| 1983               | Antholz (Italia)   | Medalla de bronce  | Relevos            |